# Jamiroquai: Greatest Hits
A los pocos meses de sacar Travelling without Moving, Se editó este disco no oficial de "Grandes éxitos" que contiene temas de los tres primeros discos de la banda. Usualmente se conseguía en países como Rusia, Bulgaria y otros países Europa. Para algunos fanáticos la era dorada terminó cuando esta recopilación dejó de venderse, pero para otros es solo el comienzo de una nueva etapa musical para la banda. Ni Jamiroquai ni Sony Music estuvieron envueltos en la edición de este compilatorio.

## Canciones
- 1. When You Gonna Learn?.
- 2. Too Young To Die.
- 3. Blow your mind.
- 4. Emergency on planet earth.
- 5. Whatever it is, I just can’t stop.
- 6. Hooked up.
- 7. Space Cowboy.
- 8. Half the man.
- 9. Mr. Moon.
- 10. Stillness in time.
- 11. Do You Know Where You’re Coming From? (7" version)
- 12. Virtual Insanity.
- 13. Cosmic Girl.
- 14. Everyday.

- Datos: Q5692478